# Línea 14 (Autobuses Urbanos de Burgos)
La Línea 14, es una línea perteneciente al servicio municipal de autobuses urbanos de la ciudad de Burgos.
Une la localidad periférica de Villatoro con la plaza de España de Burgos.
Posee una frecuencia de cuarenta minutos, cifra que se ve ligeramente disminuida los fines de semana.

## Historia
Esta línea llega exisitiendo al menos desde los años 80.
Su cabecera inicial se situaba en la Plaza de Santo Domingo de Guzmán. Con motivo de la peatonalización de esa plaza, se trasladó la parada inicial a Plaza de España - Glorieta.
En noviembre de 2009, la cabecera se trasladó a Plaza de España - Reyes Católicos, para reducir el número de líneas con parada en Plaza de España- Glorieta.
Inicialmente, las paradas en el barrio se encontraban en la propia Carretera de Santander. Con el tiempo, gracias a urbanizaciones del entorno y a una petición del barrio, se trasladó a la Plaza del Salvador, y se colocó una marquesina, mejorando la espera y el acceso notablemente.

## Horarios
De lunes a viernes, excepto festivos

IDA (Salidas de Plaza de España - Reyes Católicos) :

- 07:00, 07:40, 08:20, 09:00, 09:40, 10:20, 11:00, 11:40, 12:20, 13:00, 13:40.
- 14:40, 15:20, 16:00, 16:40, 17:20, 18:00, 18:40, 19:20, 20:00, 20:40.
- 21:40 y 22:20.
VUELTA (Salidas de Villatoro):

- 07:20, 08:00, 08:40, 09:20, 10:00, 10:40, 11:20, 12:00, 12:40, 13:20, 14:00.
- 15:00, 15:40, 16:20, 17:00, 17:40, 18:20, 19:00, 19:40, 20:20, 21:00.
- 22:00 y 22:40.
Los viajes con salida de Villatoro a las 08:00, 15:00 y 22:00 entran en el hospital provincial
Sábados no festivos

IDA (Salidas de Plaza de España - Reyes Católicos :

- 7:20, 10:00, 11:00, 12:00, 13:00, 14:00, 18:00, 19:00, 20:00, 21:00, 23:00.
	VUELTA (Salidas de Villatoro):

- 7:30, 10:20, 11:20, 12:15, 13:20, 14:15, 18:20, 19:20 20:20, 21:20, 23:10.
Domingos y festivos

IDA (Salidas de Plaza de España - Reyes Católicos):

- 11:30, 13:30, 14:00, 17:00, 18:30, 20:30, 22:30.
	VUELTA (Salidas de Villatoro):

- 11:45, 13:45 14:15, 17:15, 18:45, 20:45, 22:45.

## Paradas
Dispone un total de 10 paradas por sentido, ofreciendo acceso a diferentes centros de servicios:
- Centro Comercial El Mirador.

- Hospital Provincial (solo de lunes a viernes en sentido ida).

- Policía Local.

- Parque de Bomberos.

## Reivindicaciones
La principal queja es la parada en el Hospital Provincial, esta línea debería desvincularse de esta parada, pues es una línea que une Ensanche y barrio, y no está destinada a servir específicamente el Provincial.
- Datos: Q5985629